# 木場站
木場站（日语：／ Kiba eki */?）是位於日本東京都江東區木場，屬於東京地下鐵東西線的鐵路車站。車站編號是T 13。

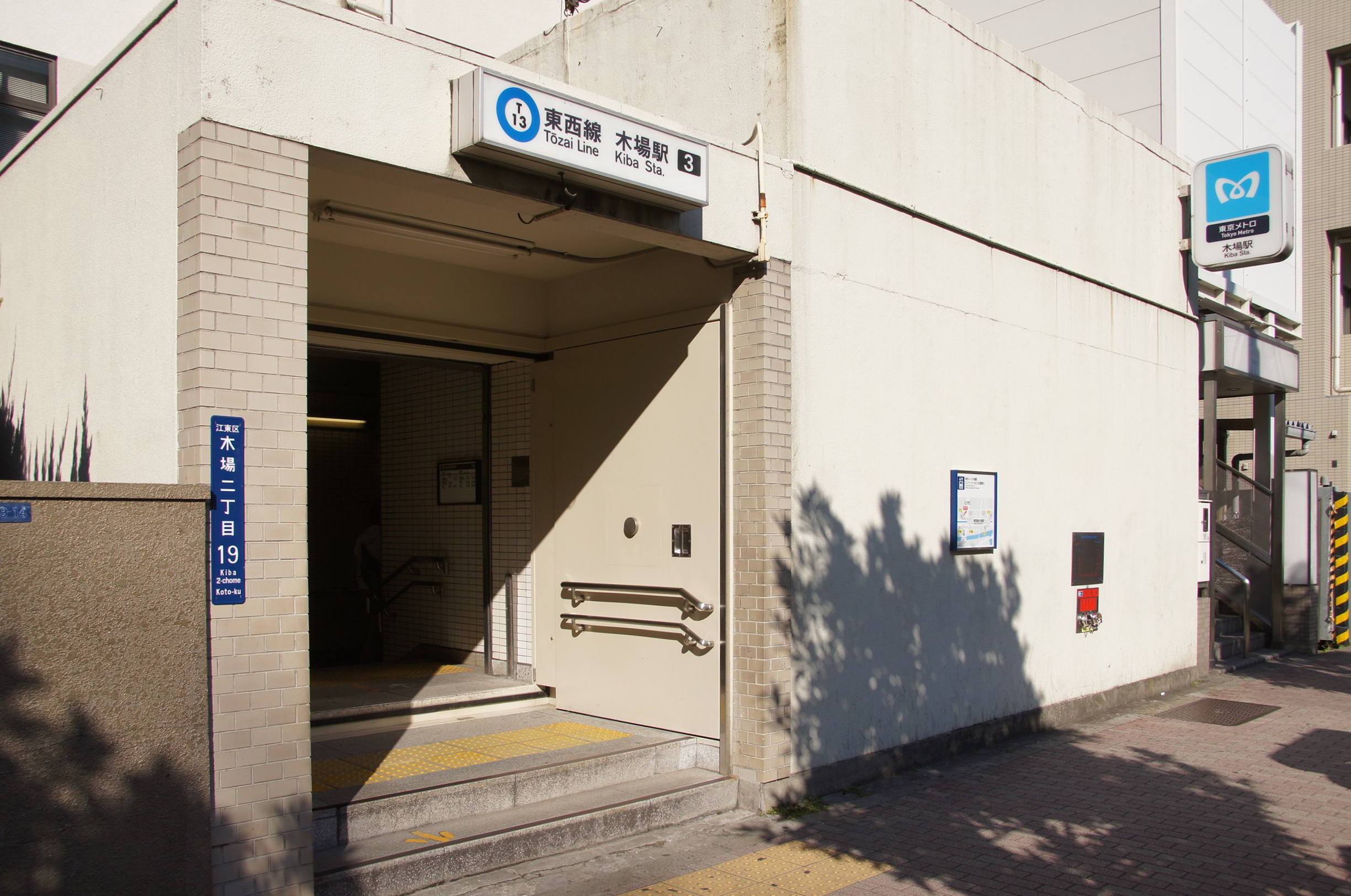
3號出入口(2012年10月)

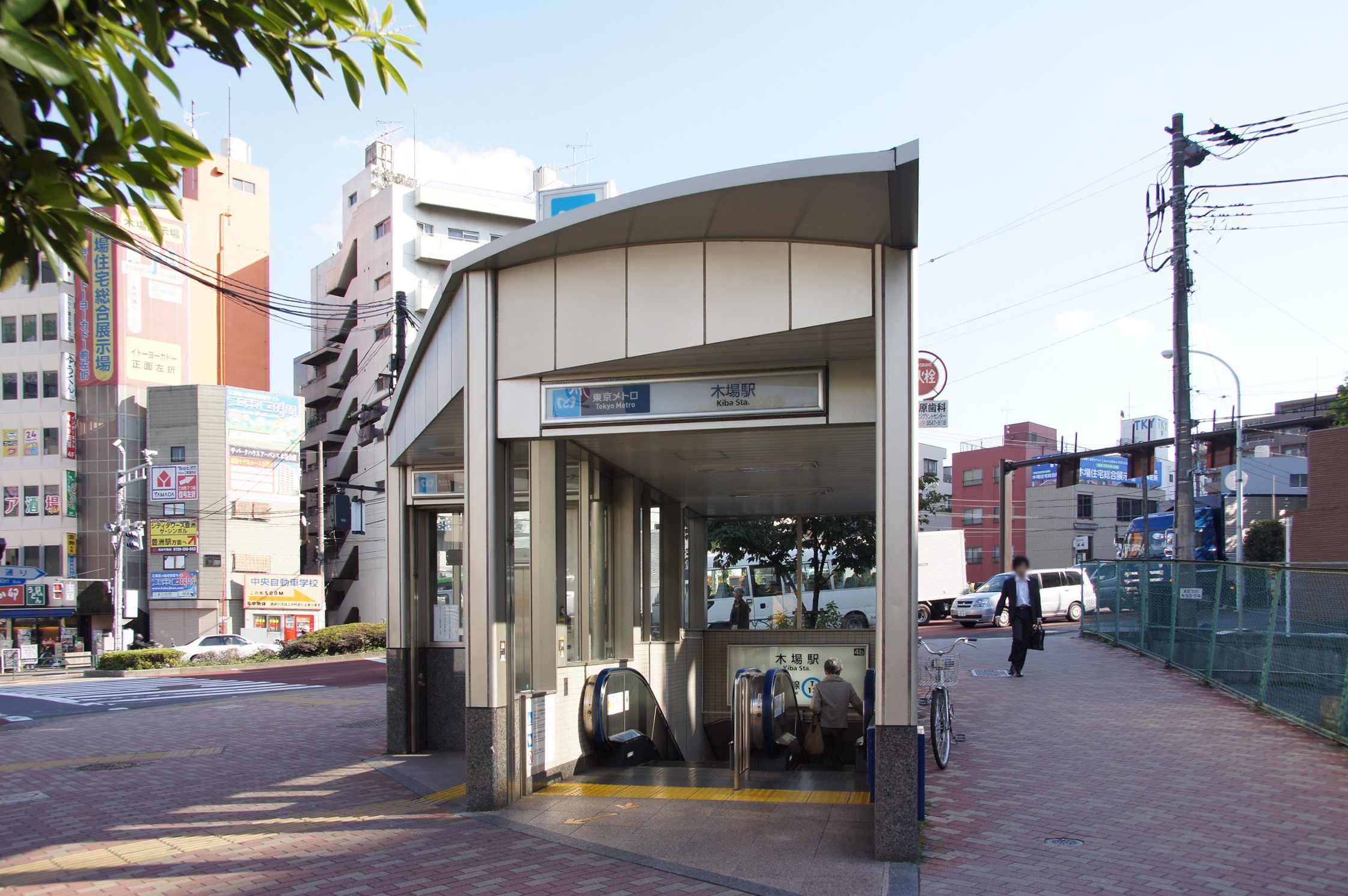
4b出入口(2012年10月)

## 歷史
- 1967年（昭和42年）9月14日：營團地下鐵東西線車站開業。
- 2004年（平成16年）4月1日：帝都高速度交通營團（營團地下鐵）民營化，由東京地下鐵繼承本車站。
- 2013年（平成25年）度：大規模改善工事開工。
- 2021年（令和3年）度：大規模改良工事完工。

## 車站構造

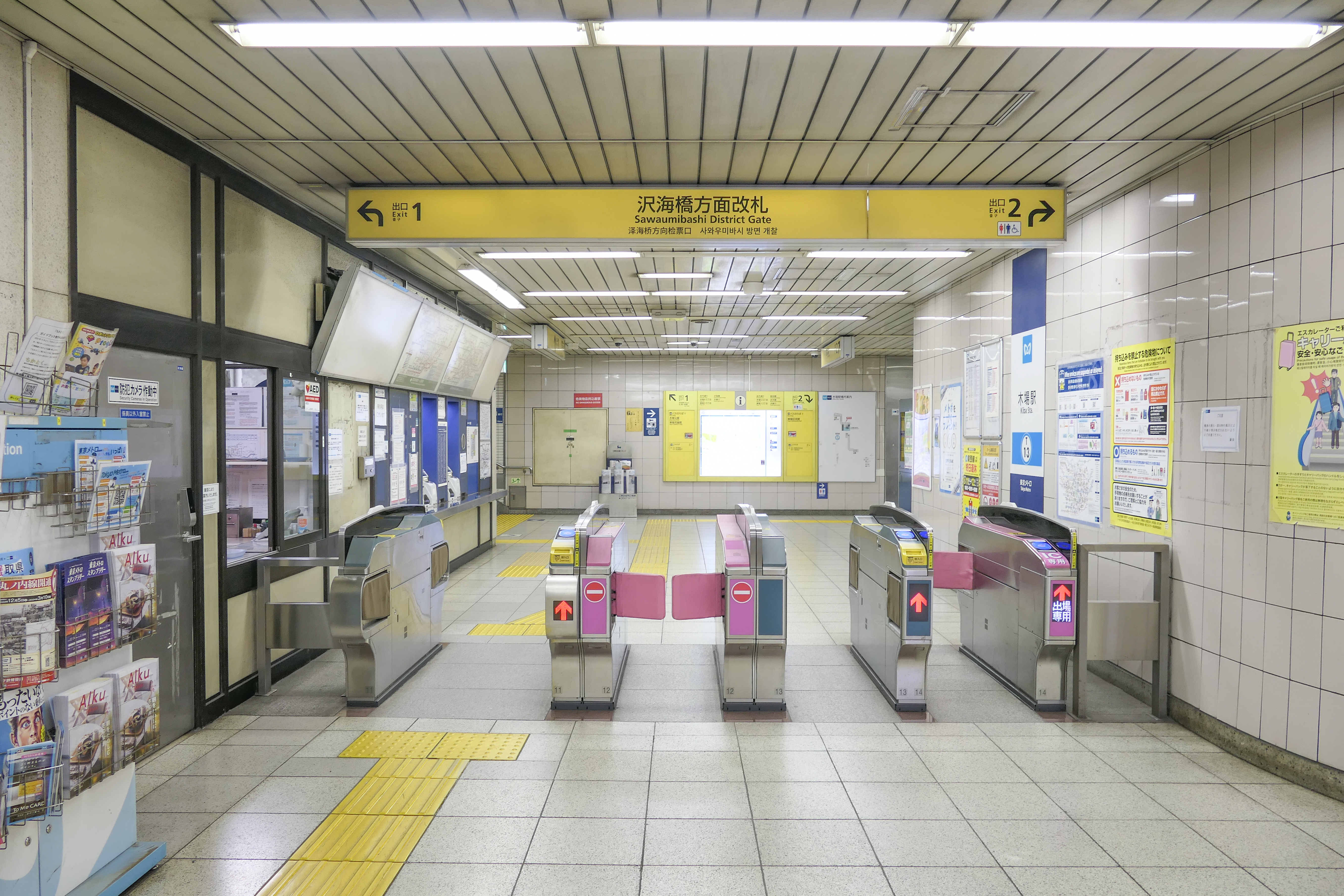
往澤海橋方向的驗票口(2024年1月)

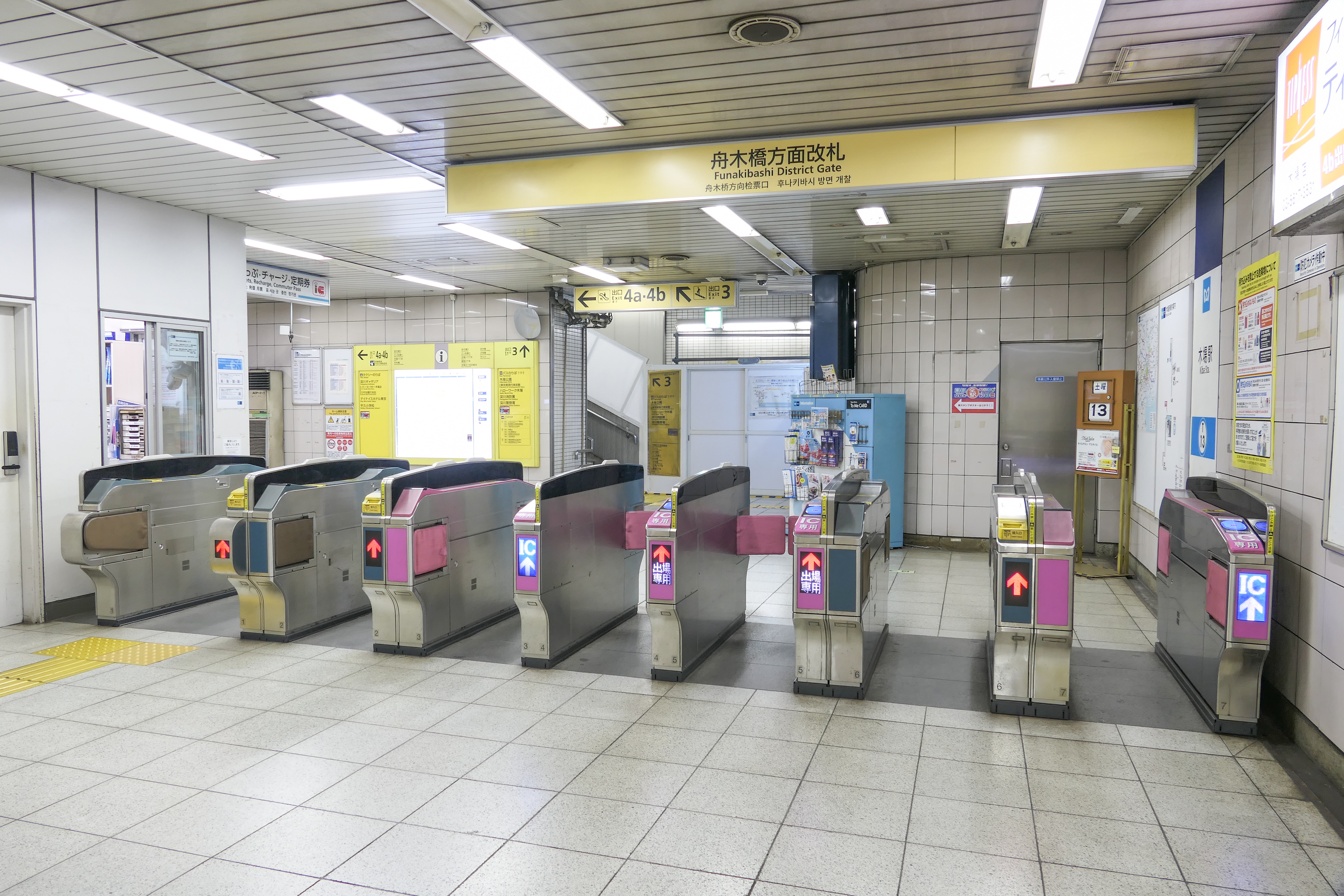
往舟木橋方向的驗票口(2024年1月)

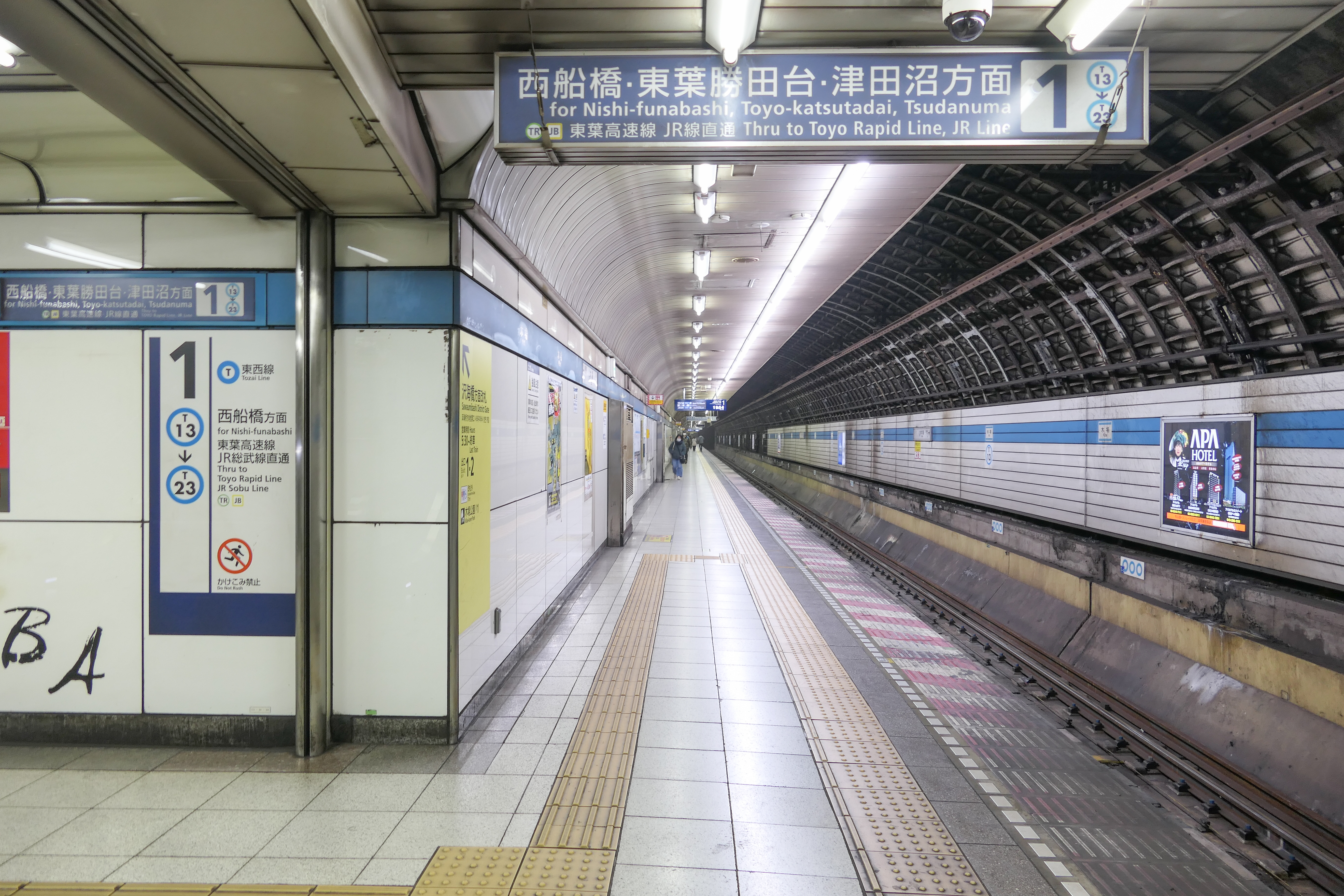
1號月台(2024年1月)

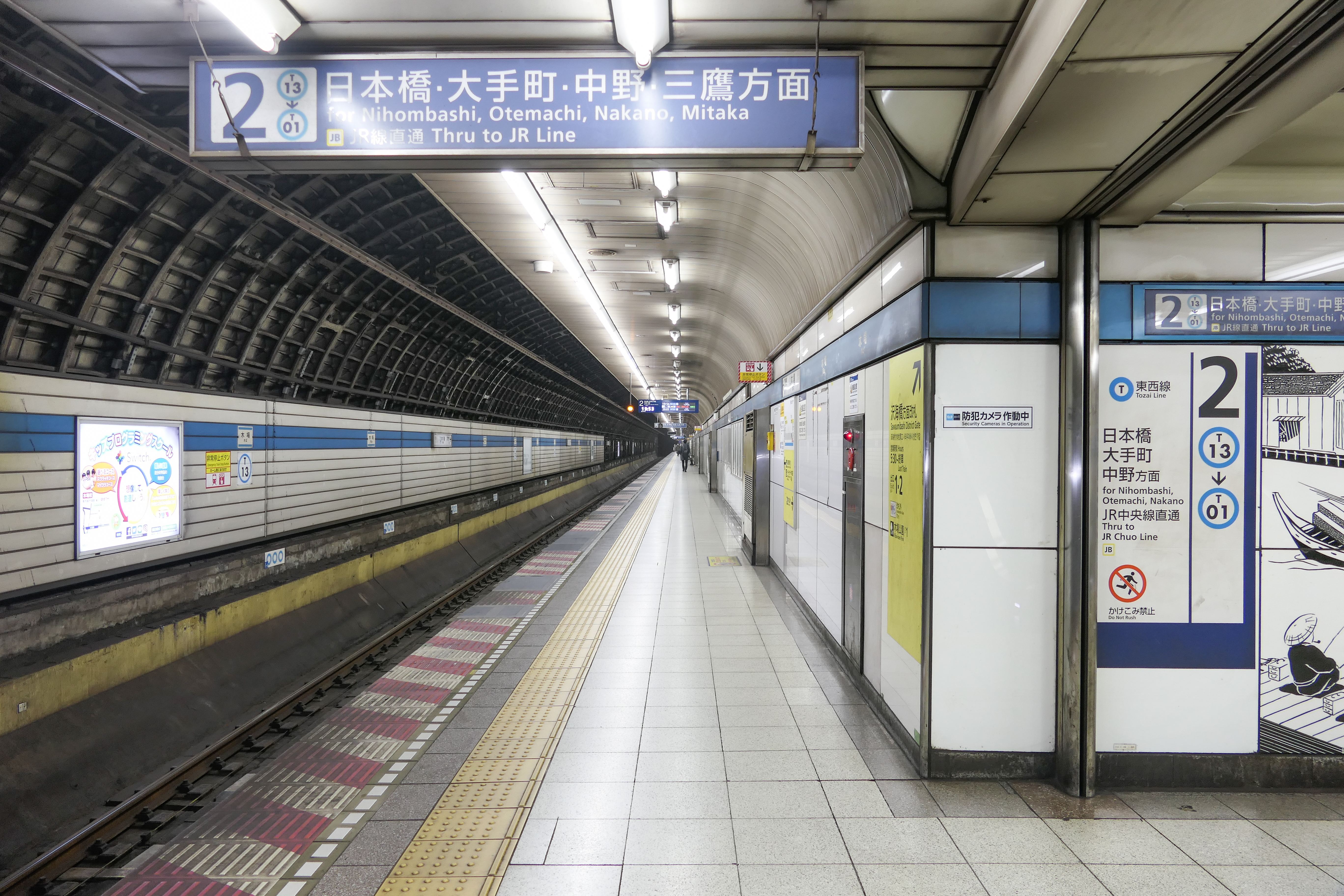
2號月台(2024年1月)

本站是島式月台1面2線的地下車站，為東西線最深的車站。站體兩端採用明挖回填式建造，中間則為單線潛盾工法，月台中央以牆壁隔成兩個鄰接的側式月台。本站是日本地下鐵首次採用單線潛盾工法。因此剪票口、階梯與電扶梯皆在月台兩端。
月台壁面最初是白色內裝，1980年代整修時將線路側壁面採用潛盾構造，月台側採用組合式壁面。接著1990年代整修時在線路側月台加上白色組合式橫板，月台側加貼白色與灰色磁磚。
樓梯附近的牆壁有黑色木場角乘插圖與「KIBA」文字。
木橋方向出入口在2005年設置連通地面 - 地下1樓的電梯，2008年1月設置地下1樓 至月台的電梯。地下1樓電梯旁則設有自動驗票閘門。
同樣位在江東區的新木場站（有樂町線等）與本站無關，也不在步行圈內（約4公里）。新木場站位於填埋地，當地因是新的貯木場而稱「新木場」，站名也是取自當地地名（詳細地名由來請參照木場及新木場）。

### 月台配置
| 月台 | 路線   | 目的地                         |
| ---- | ------ | ------------------------------ |
| 1    | 東西線 | 西船橋、津田沼、東葉勝田台方向 |
| 2    | 東西線 | 日本橋、大手町、中野、三鷹方向 |

（來源：東京地下鐵:構內圖 （页面存档备份，存于））

## 利用狀況
2017年度一日平均上下車人次為77,101人，東京地下鐵全部130個車站當中排行59位。自2010年5月里索那控股東京本社移至深川GATHARIA（深川ギャザリア）W2棟，以及其他辦公大樓陸續完工以來，使用人數不斷上升。
另外，東西線最擁擠路段在本站－門前仲町站間。比著名的東急田園都市線與小田急小田原線還高，是日本除JR以外鐵路擁擠率最高的路段。
近年一日平均上下車、上車人次變化如下表。
| 年度               | 1日平均 上下車人次 | 1日平均 上車人次 | 來源     |
| ------------------ | ------------------ | ---------------- | -------- |
| 1992年（平成04年） |                    | 28,033           | [ * 1 ]  |
| 1993年（平成05年） |                    | 28,499           | [ * 2 ]  |
| 1994年（平成06年） |                    | 28,049           | [ * 3 ]  |
| 1995年（平成07年） |                    | 28,423           | [ * 4 ]  |
| 1996年（平成08年） |                    | 28,740           | [ * 5 ]  |
| 1997年（平成09年） |                    | 28,764           | [ * 6 ]  |
| 1998年（平成10年） |                    | 28,230           | [ * 7 ]  |
| 1999年（平成11年） |                    | 26,519           | [ * 8 ]  |
| 2000年（平成12年） |                    | 27,408           | [ * 9 ]  |
| 2001年（平成13年） |                    | 28,170           | [ * 10 ] |
| 2002年（平成14年） |                    | 29,019           | [ * 11 ] |
| 2003年（平成15年） | 61,704             | 30,776           | [ * 12 ] |
| 2004年（平成16年） | 63,945             | 31,679           | [ * 13 ] |
| 2005年（平成17年） | 62,664             | 30,984           | [ * 14 ] |
| 2006年（平成18年） | 63,842             | 31,704           | [ * 15 ] |
| 2007年（平成19年） | 69,830             | 34,689           | [ * 16 ] |
| 2008年（平成20年） | 70,428             | 35,068           | [ * 17 ] |
| 2009年（平成21年） | 68,841             | 34,279           | [ * 18 ] |
| 2010年（平成22年） | 72,384             | 35,958           | [ * 19 ] |
| 2011年（平成23年） | 72,956             | 36,435           | [ * 20 ] |
| 2012年（平成24年） | 74,353             | 36,841           | [ * 21 ] |
| 2013年（平成25年） | 74,904             | 37,189           | [ * 22 ] |
| 2014年（平成26年） | 75,149             | 37,263           | [ * 23 ] |
| 2015年（平成27年） | 76,130             | 37,762           | [ * 24 ] |
| 2016年（平成28年） | 76,264             | 37,827           | [ * 25 ] |
| 2017年（平成29年） | 77,101             |                  |          |

## 車站周邊
- 江東區東陽區民館
- 警視廳深川警察署（日语：深川警察署 (東京都)）
- 東京消防廳深川消防署（日语：深川消防署）
- 木場公共職業安定所（日语：公共職業安定所）（HelloWork）
- 江東木場郵便局
- 江東洲崎橋郵便局
- 藤倉本社
- 藤倉東京R&D中心（研究設施）
- 深川GATHARIA

  - 伊藤洋華堂木場店
  - 109 CINEMAS木場（日语：109シネマズ）
  - HIMARAYA SPORTS AVENUE木場店
  - 野村綜合研究所木場綜合中心
  - 里索那控股本社
- 富士高爾夫中心（フジゴルフセンター）
- 木場醫院
- 木場公園（日语：木場公園）
  - 東京都現代美術館
  - 東京都交通局木場車輛檢修場（日语：木場車両検修場）（地下）
- 木場匝道 - 首都高速9號深川線
- JTB-CWT（JTB BTS中心）
- 木場五丁目交差點 - 永代通（日语：永代通り）與三目通（日语：三ツ目通り）交會。
- APA酒店東京木場
- 商工組合中央金庫（日语：商工組合中央金庫）深川支店
- 大丸松坂屋百貨店（日语：大丸松坂屋百貨店）本社

### 巴士路線
三目通與永代通交差點有分散的都營巴士「木場站前」巴士站。江東區社區巴士「潮風」停靠的是木場二丁目巴士站。
- 1號乘車處
  - 業10：經菊川站、本所吾妻橋往東京晴空塔站
  - 東20：經白河、菊川前往錦糸町站
  - 門21：經冬木往門前仲町
- 2號乘車處
  - 業10：經豐洲站、IHI前、銀座四丁目往新橋／經豐洲站、東雲橋（日语：東雲橋）交差點往深川車庫
  - 東20：經門前仲町、日本橋往東京站丸之內北口
- 3號乘車處
  - 木11：新木場循環（班次少）
  - 門21：往東大島站
- 4號乘車處
  - 都07：經不動尊前（日语：成田山東京別院深川不動堂）往門前仲町
  - 東22：經門前仲町、日本橋往東京站丸之內北口
- 5號乘車處
  - 都07：經東陽町站、西大島站往錦糸町站
  - 東22：經東陽町站、住吉站往錦糸町站

## 圖片

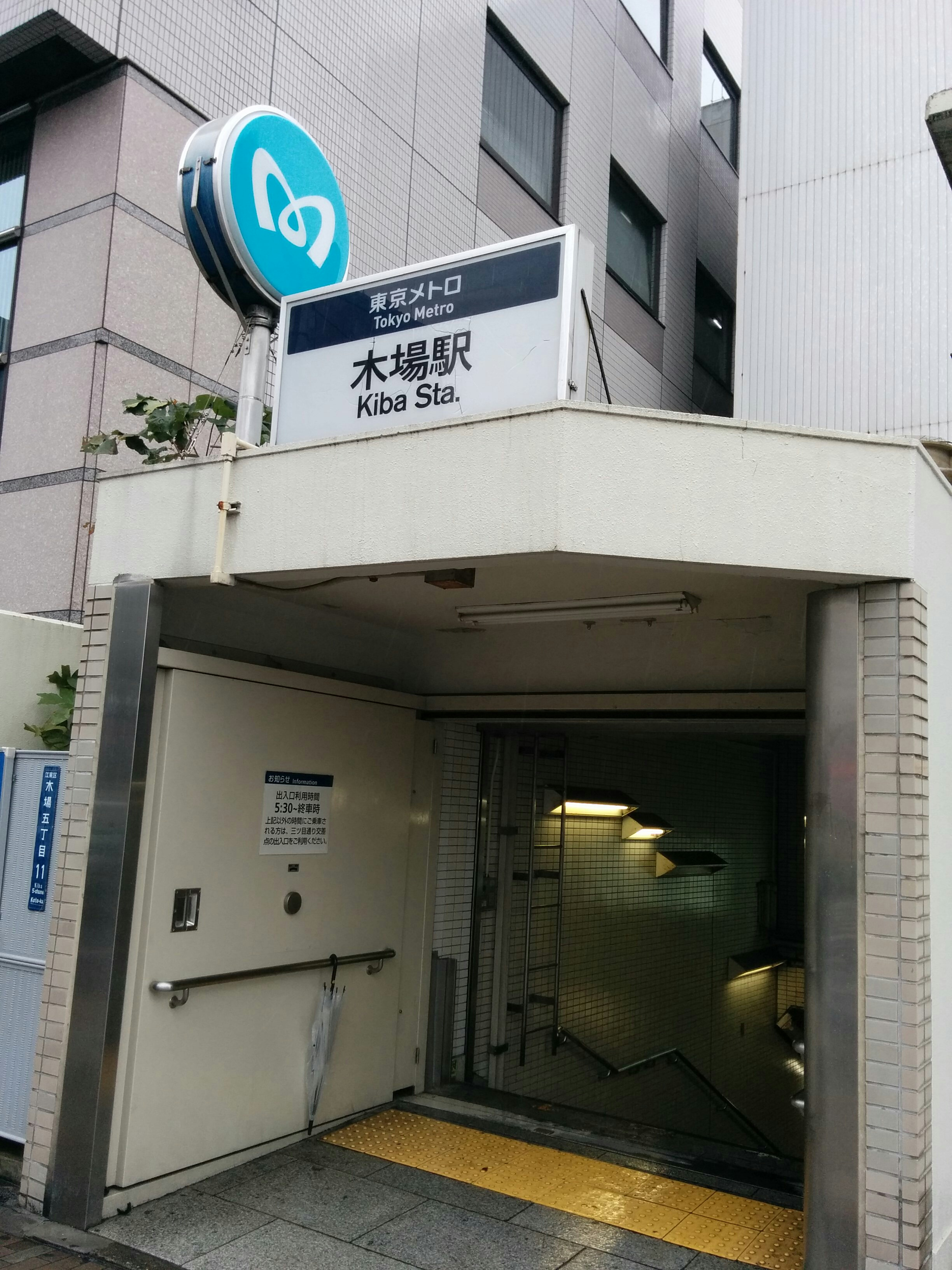
1號出入口（2015年11月8日）
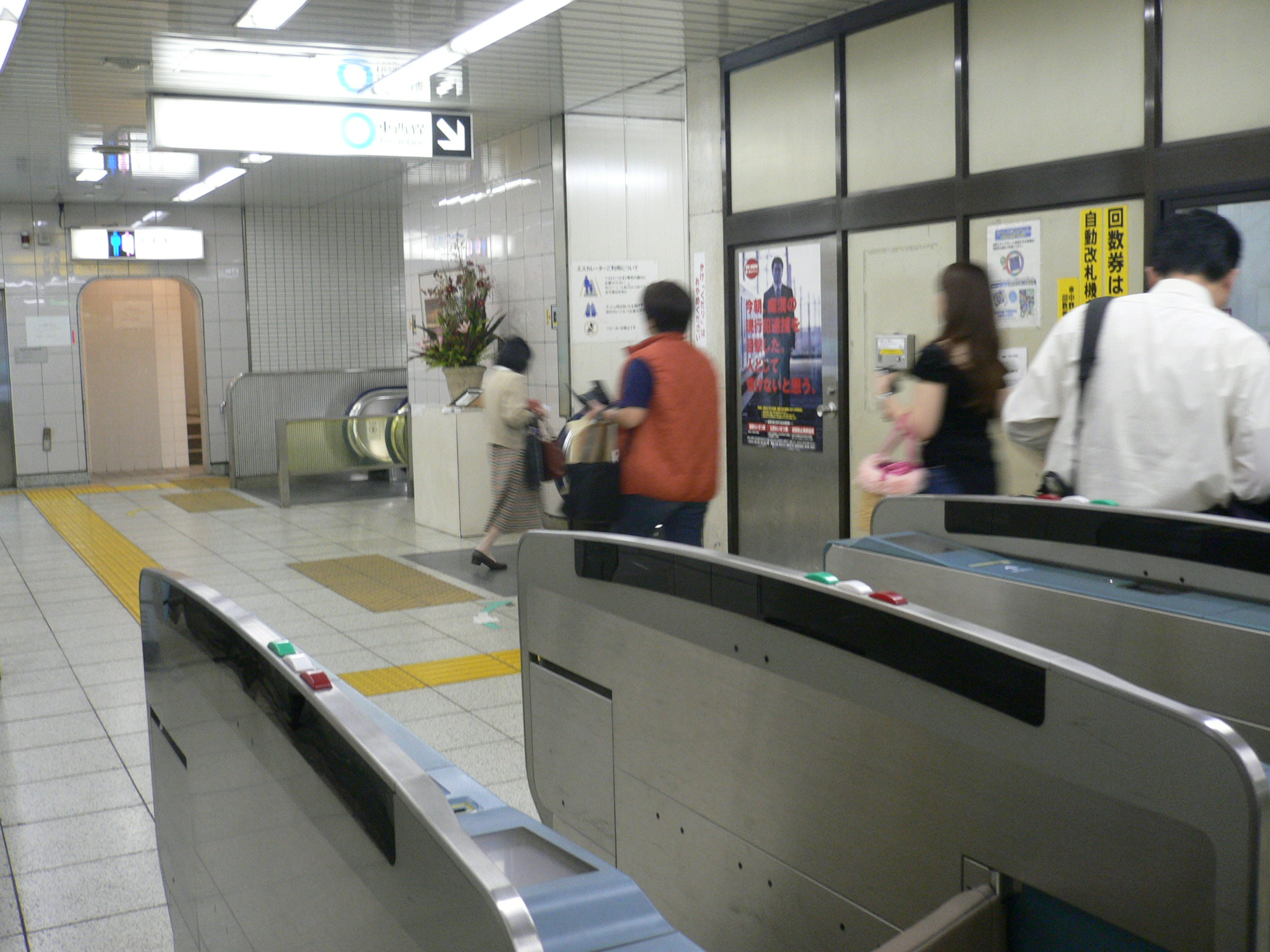
舟木橋方向閘機（2005年10月24日）
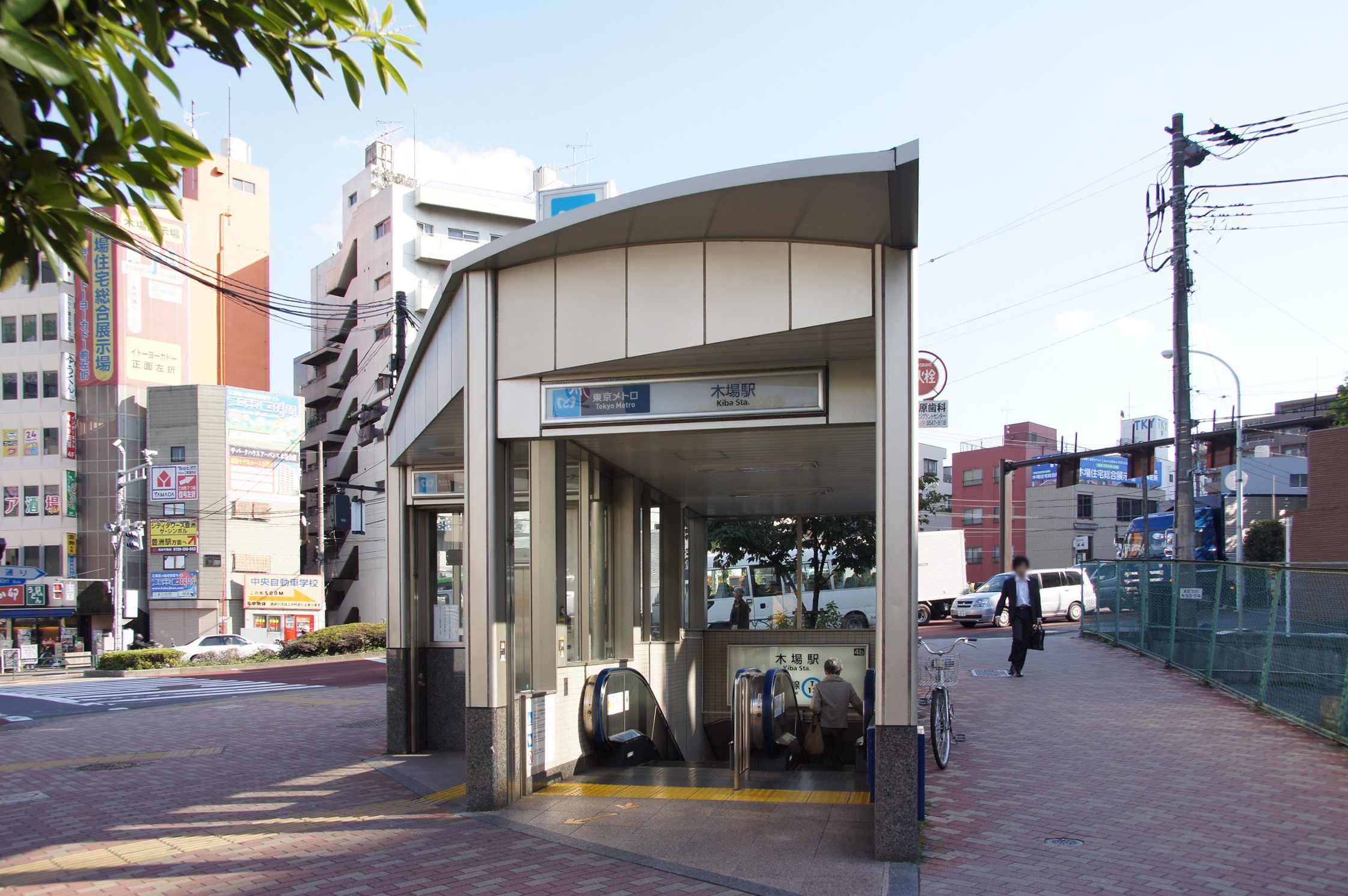
4號出入口（2012年10月26日）
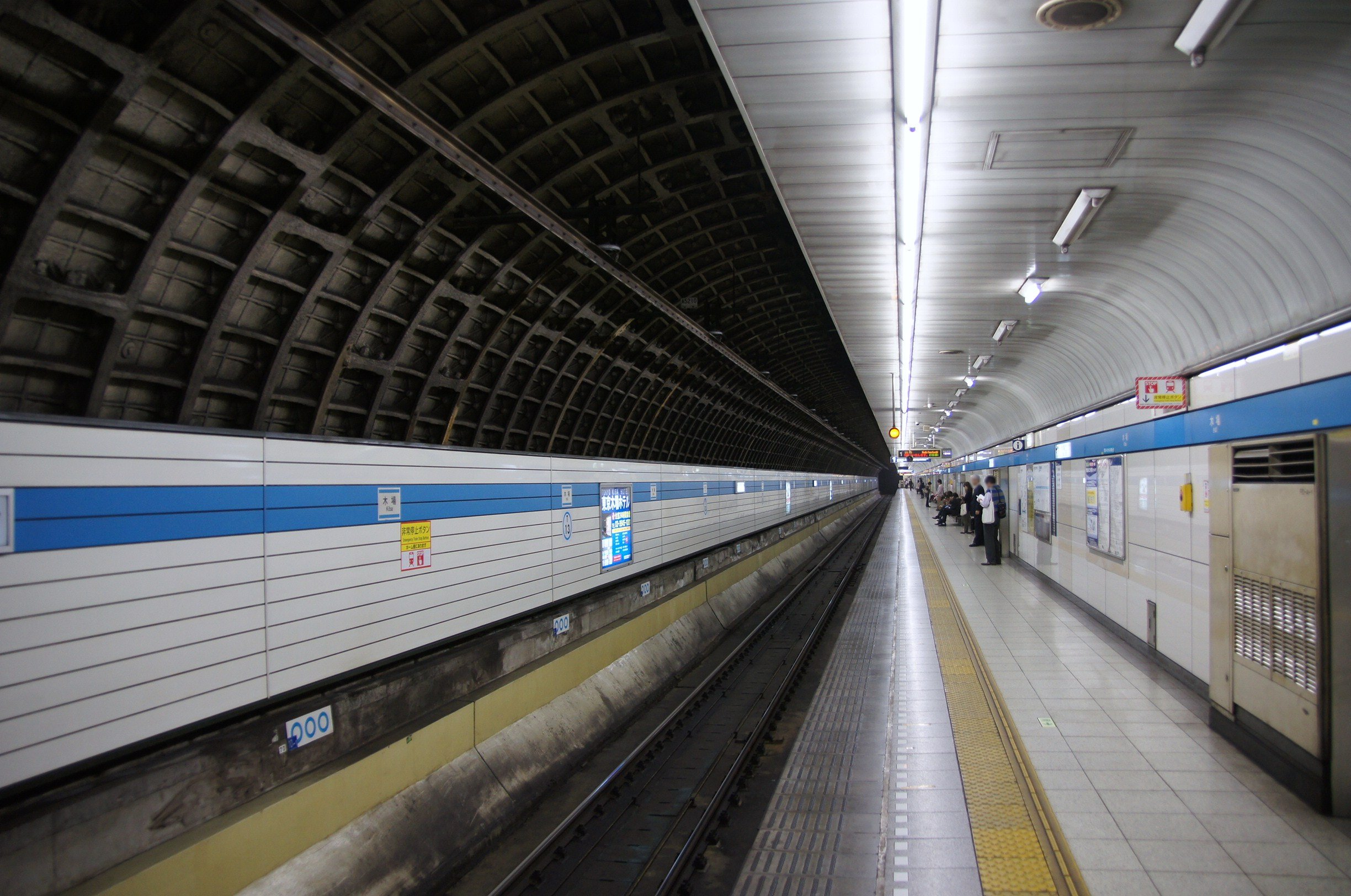
1號月台（2012年10月26日）
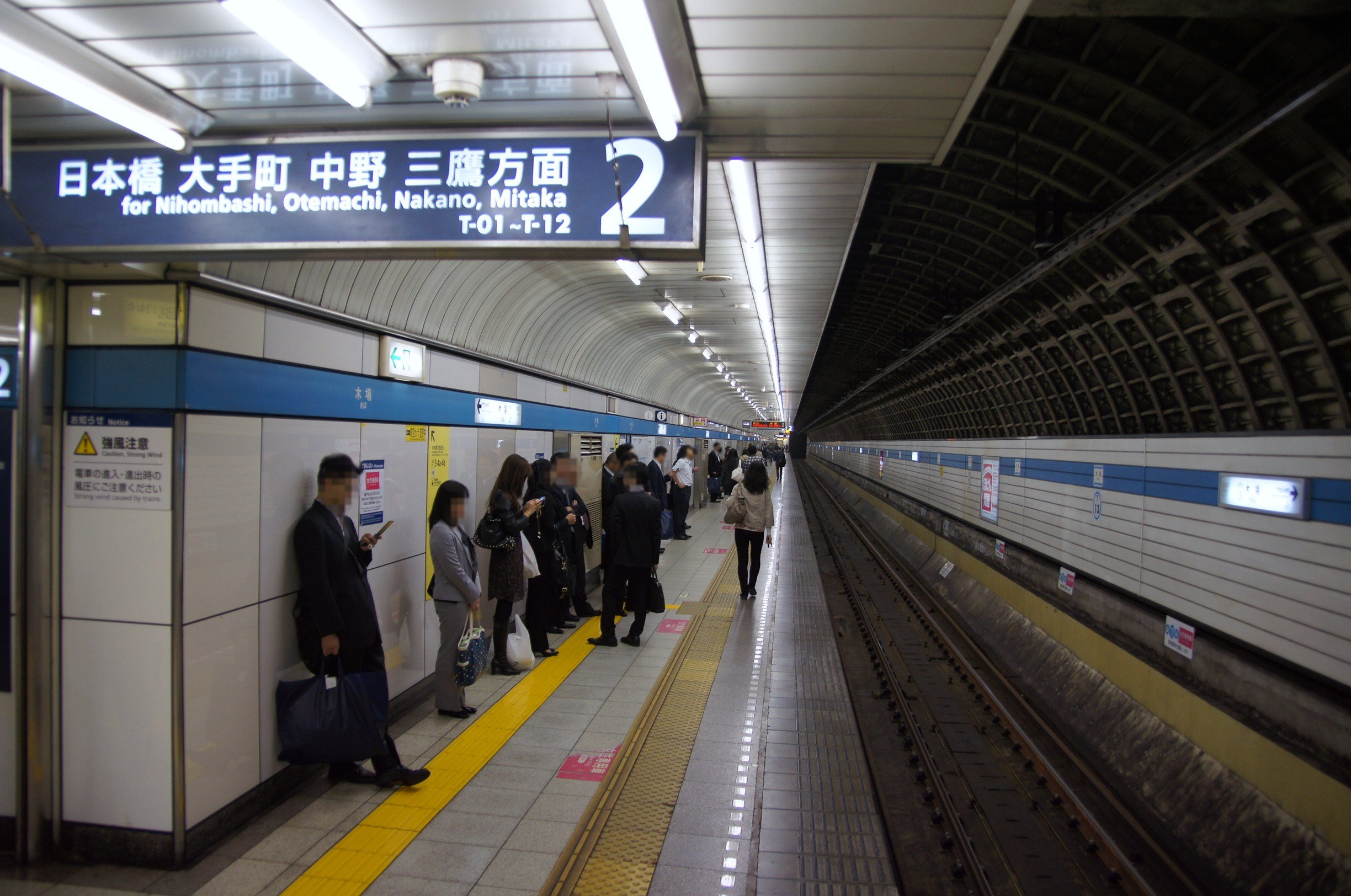
2號月台（2012年10月26日）

## 改善工程
近年由於乘客量增加，早晚繁忙時間在此站下車的乘客不絕，故此決定至2021年度花費總額約200億日圓進行大規模改善工程。
此工程，特別是近中野一側的擁擠部分，由地面向下打樁，大幅度擴建大堂，月台的盾構隧道將拆除並大幅擴建，是大規模工程。工程完工後將增設扶手電梯和升降機，預定將成為更方便的車站。
另外，在列車繼續運行的情況下將已有的盾構隧道拆除騰出新的空間的工程是世界上首次。

## 相鄰車站
東京地下鐵
 東西線（東陽町以西所有列車各站停車）
門前仲町（T 12）－木場（T 13）－東陽町（T 14）

### 來源
東京都統計年鑑
1. ↑  .   [2017-04-01]. （原始内容存档于2013-08-15）.
2. ↑  .   [2017-04-01]. （原始内容存档于2013-02-03）.
3. ↑  .   [2017-04-01]. （原始内容存档于2013-02-03）.
4. ↑  .   [2017-04-01]. （原始内容存档于2013-02-03）.
5. ↑  .   [2017-04-01]. （原始内容存档于2013-02-03）.
6. ↑  .   [2017-04-01]. （原始内容存档于2016-03-04）.
7. ↑  東京都統計年鑑（平成10年）PDF
8. ↑  東京都統計年鑑（平成11年）PDF
9. ↑  .   [2017-04-01]. （原始内容存档于2016-03-04）.
10. ↑  .   [2017-04-01]. （原始内容存档于2016-03-04）.
11. ↑  .   [2017-04-01]. （原始内容存档于2017-07-29）.
12. ↑  .   [2017-04-01]. （原始内容存档于2017-07-29）.
13. ↑  .   [2017-04-01]. （原始内容存档于2017-07-29）.
14. ↑  .   [2017-04-01]. （原始内容存档于2017-07-29）.
15. ↑  .   [2017-04-01]. （原始内容存档于2017-07-29）.
16. ↑  .   [2017-04-01]. （原始内容存档于2017-07-29）.
17. ↑  .   [2017-04-01]. （原始内容存档于2017-07-29）.
18. ↑  .   [2017-04-01]. （原始内容存档于2016-03-26）.
19. ↑  .   [2017-04-01]. （原始内容存档于2016-03-27）.
20. ↑  .   [2017-04-01]. （原始内容存档于2016-03-25）.
21. ↑  .   [2017-04-01]. （原始内容存档于2016-03-27）.
22. ↑  .   [2017-04-01]. （原始内容存档于2016-03-22）.
23. ↑  .   [2019-01-07]. （原始内容存档于2017-07-30）.
24. ↑  .   [2019-01-07]. （原始内容存档于2018-11-09）.
25. ↑  .   [2019-01-07]. （原始内容存档于2019-05-02）.

## 外部連結
- 木場/T13 | 路線・車站資訊 | 東京地下鐵